# Šīn rond suscrit
Le šīn rond suscrit est une lettre additionnelle de l’alphabet arabe qui est utilisée dans l’écriture du shina en Inde. Elle est composée d’un šīn ‹ ش › diacrité d’un rond suscrit.

## Utilisation
Le šīn rond suscrit ‹  › est utilisé pour représenter une consonne fricative rétroflexe sourde [ʂ] dans l’orthographe de Masood Samoon pour le shina gurezi dans le Jammu-et-Cachemire en Inde, plutôt écrit avec un sīn quatre points suscrits ‹ ݜ › ou sīn deux lignes suscrites en shina de Dras ou Kargil dans le Ladakh, ou en shina de Gilgit-Baltistan au Pakistan.
Le clavier virtuel shina de Microsoft SwiftKey utilise la lettre šīn avec un sukūn ‹ شْ ›.